# Groß Düngen
Groß Düngen ist ein Ortsteil von Bad Salzdetfurth, Niedersachsen. Er liegt im Innerstetal südöstlich der Kreisstadt Hildesheim an der B 243.

## Geschichte
Die erste urkundliche Erwähnung ist aus dem Jahr 1085 erhalten. Bis zum Ende der geistlichen Fürstentümer gehörte das Dorf zum Kleinen Hildesheimer Stift und zählt daher zu den katholisch geprägten  Stiftsdörfern. Davon zeugt besonders die barocke Pfarrkirche St. Cosmas und Damian von 1733, deren Turm auch das Ortswappen zeigt. Zu Beginn des 20. Jahrhunderts zählte Groß Düngen 732 Einwohner und verfügte über eine Zuckerfabrik, eine Molkerei, eine Ziegelei und eine Maschinenfabrik.
Die selbständige Gemeinde Groß Düngen wurde 1966 mit einigen Nachbardörfern zur Samtgemeinde Düngen zusammengefasst. Diese kam (mit Ausnahme von Egenstedt und Marienburg) am 1. März 1974 zu Bad Salzdetfurth.

## Politik

### Ortsrat
Der Ortsrat, der den Ortsteil Groß Düngen vertritt, setzt sich aus sieben Mitgliedern zusammen. Die Ratsmitglieder werden durch eine Kommunalwahl für jeweils fünf Jahre gewählt.
Bei der Kommunalwahl 2021 ergab sich folgende Sitzverteilung:
- SPD: 4 Sitze
- CDU: 3 Sitze

### Ortsbürgermeister
Ortsbürgermeisterin ist Aloisia Bonnke (SPD).

## Kultur und Sehenswürdigkeiten
- Die katholische Kirche des Ortes ist eine Barockkirche aus Bruchsteinen mit Quadern aus Sandstein, die im Jahr 1733 errichtet wurde. Hoch- und Nebenaltar standen ursprünglich in der Kapelle des 1803 aufgelösten Sülteklosters in Hildesheim. Am Hochaltar befinden sich zwei hölzerne Figuren aus der Zeit der Gotik, die die beiden Namenspatrone der Kirche darstellen. Unter der Kanzel wurde eine Gedenktafel für Joseph Müller angebracht.
- An der Hauptstraße ist das 1780 erbaute und 1988 renovierte Iburgsche Fachwerkhaus sehenswert, das auch unter dem Namen Das Alte Fachwerkhaus bekannt ist.[5] Es ist nach einem der früheren Besitzer benannt. In ihm ist ein Heimatmuseum untergebracht, außerdem finden hier zahlreiche kulturelle Veranstaltungen statt.
- Weit über die Grenzen Groß Düngens hinaus bekannt ist der Groß Düngener Weihnachtsmarkt, der jedes Jahr am 3. Adventssonntag stattfindet. Hier wird erlesenes Kunsthandwerk angeboten. Zum 1. Advent wird in Groß Düngen stets eine 7 m hohe Weihnachtspyramide aufgestellt. Am Palmsonntag findet jedes Jahr ein spezieller Ostermarkt statt.

## Wirtschaft und Infrastruktur
Im Bahnhof Groß Düngen zweigt die Lammetalbahn nach Bodenburg von der Bahnstrecke Hildesheim–Goslar ab. Der Bahnhof wird vor allem von Regionalzügen zwischen Hildesheim und Bodenburg bedient.

## Persönlichkeiten
- Heinrich Joseph Hillebrand (1788–1871), Philosoph und Professor, geboren in Groß Düngen
- Eduard Jakob Wedekin (1796–1870), Bischof von Hildesheim, geboren in Groß Düngen
- Joseph Müller (1894–1944), katholischer Priester und Märtyrer, ab August 1943 Pfarrer der katholischen Pfarrgemeinde St. Cosmas und Damian in Groß Düngen, im September 1944 von den Nationalsozialisten hingerichtet. Das Grab mit seiner Urne befindet sich vor dem Hauptportal der Kirche.
- Klages Klump (1899–1972), Bauer, Mundartautor und Maler, geboren in Groß Düngen
- Alexander Kurzbach (1991–2014), Volleyballspieler, geboren in Groß Düngen